# Spomenik prirode
Spomenik prirode ili prirodna baština je element prirode koji je nekim aktom države stavljen pod zaštitu kako bi se očuvale njegove izvorne prirodne vrijednosti. Često su to istovremeno i nacionalni parkovi, ali može biti i jedan samostalni objekt, na primjer vrlo staro stablo, ili manja površina jasno odvojena od svoje okoline, s iznimnim geološkim svojstvima.
Pojam "spomenik prirode" potječe od Humboldta iz njegovog opisa putovanja po Americi "Relation historique" gdje on koristi izraz "monumens de la nature".
Obrazloženje zakonske ili drugačije zaštite su rijetkost, jedinstvenost ili ljepota spomenika prirode, kao i njegova vrijednost za znanost ili razumijevanje prirode. Zaštita spomenika prirode sadrži potpunu zabranu bilo kakvog mijenjanja zaštićenog spomenika.

## U Hrvatskoj
Spomenik prirode je jedna od devet vrsta zaštićenog područja u Hrvatskoj.
Namjena mu je ekološka, znanstvena, estetska ili odgojno-obrazovna. Razina upravljanja je županijska i općinska. Proglašava ga predstavničko tijelo nadležne jedinice područne (regionalne) samouprave.
Spomenik prirode je pojedinačni neizmijenjeni dio prirode koji ima ekološku, znanstvenu, estetsku ili odgojno-obrazovnu vrijednost. Na spomeniku prirode dopušteni su zahvati i djelatnosti kojima se ne ugrožavaju njegova obilježja i vrijednosti.
U Republici Hrvatskoj je zaštićeno 80 spomenika prirode. Među njima je najviše geomorfoloških spomenika prirode (34) i rijetkih primjeraka drveća (25) a tu je još 7 geoloških, 4 paleontološka, 3 zoološka, po 2 hidrološka, botanička i geološko-geografska te 1 geološko-paleontološki spomenik prirode.
U 2011. je u Hrvatskoj zaštićeno pet paleontoloških spomenika prirode. To su: Velnačka glavica, Grapčeva špilja, polupećina Hušnjakovo, špilja Vindija i Velika (Mačkova) pećina.
36 je lokaliteta u RH zaštićeno kao geomorfološki spomenik prirode. To su:
- Amidžina pećina,
- Jama Baredine,
- Cerovačke špilje,
- Crna pećina,
- Crveno jezero,
- Gromačka špilja, pećina Golubnjača,
- Ponor Gotovž,
- Stijena Kolač,
- Pećina Ledenica,
- Špilja Lokvarka,
- Markova jama,
- Medina pećina,
- Medvidina špilja,
- Špilja Modrič,
- Modro jezero,
- Močiljska špilja,
- Modra špilja,
- Pećina Ostrovica,
- Otruševačka spilja,
- Pećina Pčelinja,
- Petrićeva pećina,
- Špilja Rača,
- Ruskamen,
- Samogradska pećina,
- Špilja na otoku Ravniku,
- Špilja Šipun,
- Špilja Šupljara,
- Špilja u kamenolomu Tounj,
- Veternica,
- Špilja Vidovka,
- Stijena Visibaba,
- Vela Draga,
- Vela špilja,
- Vranjača i
- Zametska pećina.